# Gare de Longages-Noé
Gare de Longages-Noé vasútállomás Franciaországban, Longages településen.

## Vasútvonalak
Az állomást az alábbi vasútvonalak érintik:
- Toulouse–Bayonne-vasútvonal

## Kapcsolódó állomások
A vasútállomáshoz az alábbi állomások vannak a legközelebb:
- Gare de Carbonne
- Gare du Fauga